# Carthew Neal
Carthew Neal (* 29. April 1979 in Nelson) ist ein neuseeländischer Fernseh- und Filmproduzent.

## Leben
Carthew tritt seit Beginn der 2000er Jahre als Produzent für Film und Fernsehen in Erscheinung, für Dokumentationen wie fiktionale Stoffe gleichermaßen. Immer wieder arbeitet er dabei auch mit Regisseur und Drehbuchautor Taika Waititi zusammen. Die beiden sind gemeinsam mit anderen an der Filmproduktionsfirma Piki beteiligt. Außerdem führte er die Produktionsfirma Fumes, die auch im interaktiven Bereich tätig ist.
Gemeinsam mit Waititi und Chelsea Winstanley war er für den Film Jojo Rabbit bei der Oscarverleihung 2020 für den Oscar in der Kategorie Bester Film nominiert.

## Filmografie (Auswahl)
- 2011–2013: Super City (Fernsehserie)
- 2016: Tickled (Dokumentation)
- 2016: Wo die wilden Menschen jagen (Hunt for the Wilderpeople)
- 2018: Trennung auf Bestellung (The Breaker Upperers)
- 2019: Jojo Rabbit